# Golden Joystick Awards

Logo der Golden Joystick Awards

Grafische Darstellung der Trophäe

Die Golden Joystick Awards, auch bekannt als People’s Gaming Awards, ist eine seit 1983 jährlich stattfindende Preisverleihung für Videospiele.

## Geschichte
Die Golden Joystick Awards zeichnen die besten Videospiele des Jahres aus, die ursprünglich von der britischen Öffentlichkeit gewählt wurden. Durch die steigende Beliebtheit ist es inzwischen ein globales Ereignis, für das jeder online über GamesRadar+ abstimmen kann. Es ist die am längsten laufende Preisverleihung für Videospiele. Die Awards gibt es seit dem Jahr 1983. Außerdem ist es die zweitälteste Preisverleihung für Videospiele nach den Arcade Awards, die 1981 ins Leben gerufen wurden.
Die Auszeichnungen konzentrierten sich ursprünglich auf PC-Spiele, wurden aber später aufgrund des Erfolgs von Videospielkonsolen wie dem Sega Master System und dem Sega Mega Drive im Vereinigten Königreich auch auf Konsolenspiele ausgeweitet.
Im Jahr 2021 feierten die Golden Joystick Awards 50 Jahre Videospiele, wobei das „ultimative Spiel aller Zeiten“ gewählt wurde. Das Spiel Dark Souls aus dem Jahr 2011 gewann diesen Titel.

## Auszeichnungen

### 1983
| Kategorie                          | Gewinner               | Nominiert                                    |
| ---------------------------------- | ---------------------- | -------------------------------------------- |
| Game of the Year                   | JetPac                 | Arcadia, Manic Miner, The Hobbit             |
| Best Arcade-Style Game of the Year | Manic Miner            | Arcadia, Penetrator, Zalaga                  |
| Strategy Game of the Year          | The Hobbit             | Football Manager, Planet Invasion, Scrabble  |
| Best Original Game of the Year     | Ah Diddums             | Ant Attack, Pssst, Splat!                    |
| Software House of the Year         | Ultimate Play the Game | Imagine Software, Llamasoft, Melbourne House |

### 1984
| Kategorie                          | Gewinner                   | Nominiert                                      |
| ---------------------------------- | -------------------------- | ---------------------------------------------- |
| Game of the Year                   | Knight Lore                | Avalon, Ghostbusters, Impossible Mission       |
| Software House of the Year         | Ultimate Play the Game     | Beyond Software, Hewson Consultants, Mikro-Gen |
| Best Original Game of the Year     | Elite                      | Deus Ex Machina, Ancipital, Pyjamarama         |
| Best Adventure Game of the Year    | Claymorgue Castle          | Erik the Viking, Eureka, Tir Na Nog            |
| Best Strategy Game of the Year     | Lords of Midnight          | Beach Head, Nato Commander, Battle for Midway  |
| Best Arcade-Style Game of the Year | Daley Thompson’s Decathlon | Boulder Dash, Wanted: Monty Mole, Star Strike  |
| Best Programmer of the Year        | Ultimate Team              | Acornsoft, Tony Crowther, Mike Singleton       |

### 1985
| Kategorie                      | Gewinner                      | Nominiert                                   |
| ------------------------------ | ----------------------------- | ------------------------------------------- |
| Game of the Year               | The Way of the Exploding Fist | Elite, Summer Games II                      |
| Software House of the Year     | Melbourne House               | U.S. Gold, Elite Systems, Firebird Software |
| Best Original Game of the Year | Little Computer People        | Spy vs. Spy, Paradroid                      |
| Adventure Game of the Year     | Red Moon                      | Gremlins, Bored of the Rings                |
| Strategy Game of the Year      | Theatre Europe                | Shadowfire, Battle of Britain               |
| Arcade-Style Game of the Year  | Commando                      | Hyper Sports, Dropzone                      |
| Programmer of the Year         | Stephen Crow                  | Jeff Minter, Andrew Braybrook, Bo Jangeborg |

### 1986
| Kategorie                      | Gewinner         | Nominiert                                        |
| ------------------------------ | ---------------- | ------------------------------------------------ |
| Game of the Year               | Gauntlet         | Uridium, Space Harrier                           |
| Software House of the Year     | Elite Systems    | U.S. Gold, Hewson Consultants                    |
| Best Original Game of the Year | The Sentinel     | The Trap Door, Trivial Pursuit                   |
| Adventure Game of the Year     | The Pawn         | Lord of the Rings: Game One, Heavy on the Magick |
| Strategy Game of the Year      | Vietnam          | Johnny Reb II, Silent Service                    |
| Arcade-Style Game of the Year  | Uridium          | Gauntlet, Ghosts ’n Goblins                      |
| Programmer of the Year         | Andrew Braybrook | Chris Butler, Stephen Crow                       |
| Best Soundtrack of the Year    | Sanxion          | Knucklebusters, Starglider                       |

### 1987
| Kategorie                      | Gewinner             | Nominiert                             |
| ------------------------------ | -------------------- | ------------------------------------- |
| Game of the Year               | Out Run              | The Last Ninja, Renegade              |
| Software House of the Year     | U.S. Gold            | Ocean Software, Elite Systems         |
| Best Original Game of the Year | Nebulus              | Wizball, Driller                      |
| Arcade Game of the Year        | Out Run              | Renegade, Bubble Bobble               |
| Adventure Game of the Year     | The Guild of Thieves | Knight Orc, Shadows of Mordor         |
| Strategy Game of the Year      | Vulcan               | Defender of the Crown, Annals of Rome |
| Programmer of the Year         | Jon Ritman           | Andrew Braybrook                      |

### 1988
| Kategorie                           | Gewinner (8-bit)  | Gewinner (16-bit)         | Nominiert                                   |
| ----------------------------------- | ----------------- | ------------------------- | ------------------------------------------- |
| Computer Game of the Year           | Operation Wolf    | Speedball                 | Last Ninja 2, Starglider 2                  |
| Console Game of the Year            | Thunder Blade     | Thunder Blade             | R-Type                                      |
| Best Graphics of the Year           | Armalyte          | Rocket Ranger             | Last Ninja 2, Starglider 2                  |
| Best Soundtrack of the Year         | Bionic Commando   | International Karate Plus | RoboCop, Starglider 2                       |
| Best Simulation Game of the Year    | MicroProse Soccer | Falcon                    | Project Stealth Fighter, F/A-18 Interceptor |
| Adventure Game of the Year          | Corruption        | Fish!                     | Ingrid’s Back                               |
| Best Coin-Op Conversion of the Year | Operation Wolf    | Operation Wolf            | R-Type, Pac-Mania                           |
| Software House of the Year          | Ocean Software    | Mirrorsoft                | U.S. Gold                                   |
| Programmer of the Year              | John Phillips     | The Bitmap Brothers       | Mev Dink, John Twiddy                       |

### 1989

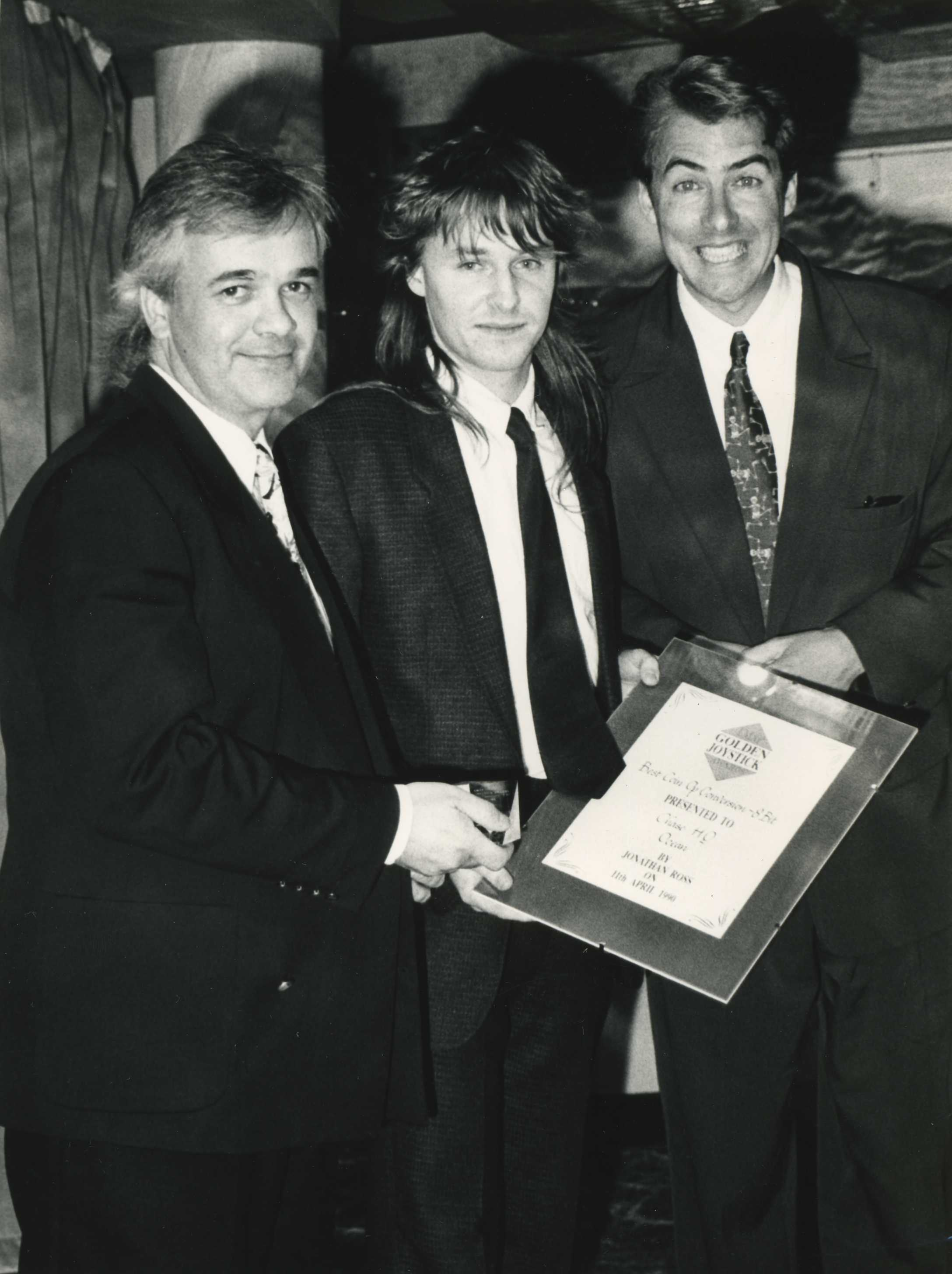
1989/1990: Paul Patterson von Ocean Software nimmt von Jonathan Ross und Julian Rignall den "Best Coin-Op Conversion of the Year (8-bit)" Award entgegen

| Kategorie                           | Gewinner (8-bit)                   | Gewinner (16-bit)                  |
| ----------------------------------- | ---------------------------------- | ---------------------------------- |
| Game of the Year                    | The Untouchables                   | Kick Off                           |
| Best Graphics of the Year           | Myth                               | Shadow of the Beast                |
| Best Soundtrack of the Year         | Chase H.Q.                         | Future Wars                        |
| Best Simulation Game of the Year    | Carrier Command                    | M1 Tank Platoon                    |
| Best Coin-Op Conversion of the Year | Chase H.Q.                         | Hard Drivin'                       |
| PC Leisure Product of the Year      | Indiana Jones and the Last Crusade | Indiana Jones and the Last Crusade |
| Most Original Game of the Year      | Populous                           | Populous                           |
| Software House of the Year          | Ocean Software                     | Ocean Software                     |

### 1990
| Kategorie                           | Gewinner (8-bit)            | Gewinner (16-bit)             |
| ----------------------------------- | --------------------------- | ----------------------------- |
| Computer Game of the Year           | Rick Dangerous 2            | Kick Off 2                    |
| Console Game of the Year            | Mega Man                    | John Madden American Football |
| Best Graphics of the Year           | Midnight Resistance         | Shadow of the Beast 2         |
| Best Soundtrack of the Year         | RoboCop 2                   | Speedball 2                   |
| Best Simulation Game of the Year    | F19 Stealth Fighter         | F19 Stealth Fighter           |
| Best Coin-Op Conversion of the Year | Rainbow Islands             | Golden Axe                    |
| PC Game of the Year                 | Sid Meier’s Railroad Tycoon | Sid Meier’s Railroad Tycoon   |
| Hardware Manufacturer of the Year   | Sega                        | Sega                          |
| Software House of the Year          | Ocean Software              | Ocean Software                |

### 1991
| Kategorie                        | Gewinner                          |
| -------------------------------- | --------------------------------- |
| Overall Game of the Year         | Sonic the Hedgehog                |
| 16-Bit Computer Game of the Year | Heimdall                          |
| Best Coin-Op Conversion          | Toki                              |
| Best Simulation                  | Jimmy White's 'Whirlwind' Snooker |
| Best Graphics                    | Heimdall                          |
| Best Soundtrack                  | The Secret of Monkey Island       |
| Programmer of the Year           | Archer MacLean                    |
| Software House of the Year       | Electronic Arts                   |

### 1992
| Kategorie                         | Gewinner                               |
| --------------------------------- | -------------------------------------- |
| Game of the Year                  | Street Fighter II                      |
| Computer Game of the Year         | Sensible Soccer                        |
| Console Game of the Year          | Street Fighter II                      |
| Handheld Game of the Year         | Super Kick Off                         |
| Best Licensed Console Game        | Street Fighter II                      |
| Best Licensed Computer Game       | Indiana Jones and the Fate of Atlantis |
| Best Original Console Game        | Sonic the Hedgehog 2                   |
| Best Original Computer Game       | Alone in the Dark                      |
| Best Console Original Action Game | Desert Strike: Return to the Gulf      |
| Best Computer Simulation          | Formula One Grand Prix                 |
| Promotional Campaign of the Year  | Sonic the Hedgehog 2                   |
| Programming Team of the Year      | LucasArts                              |
| Software House of the Year        | Electronic Arts                        |
| Software House of the Year        | Team17                                 |

### 1994
| Kategorie                   | Gewinner                              |
| --------------------------- | ------------------------------------- |
| Console Game of the Year    | Super Mario All-Stars                 |
| Hand Held Game of the Year  | The Legend of Zelda: Link’s Awakening |
| Best Original Computer Game | Cannon Fodder                         |
| Best Computer Simulation    | TFX                                   |
| Best Advert of the Year     | The Legend of Zelda: Link’s Awakening |
| Best Software House         | Virgin Interactive                    |
| Best Computer Programmer    | Sensible Software                     |
| Services to the Industry    | Acclaim Entertainment                 |

### 1996/1997
| Kategorie                              | Gewinner                       |
| -------------------------------------- | ------------------------------ |
| Game of the Year                       | Super Mario 64                 |
| PlayStation Plus Best PlayStation Game | Resident Evil                  |
| Sega Saturn Magazine Best Saturn Game  | Fighters Megamix               |
| Nintendo Magazine Best N64 Game        | Super Mario 64                 |
| CVG Best PC Game                       | Quake                          |
| Best Looking Game                      | Super Mario 64                 |
| Best Sounding Game                     | Wipeout 2097                   |
| Most Original Game                     | PaRappa the Rapper             |
| Best Ad                                | Tekken 2                       |
| Scoop of the Year                      | GoldenEye 007                  |
| Favourite Game Character               | Lara Croft (Tomb Raider)       |
| Best Development Team                  | Rare                           |
| Best Software House                    | Sony                           |
| Best Looking Pages                     | Sega Saturn Magazine Showcases |
| Best Review Writer                     | Ed Lomas, CVG                  |

### 2002
| Kategorie                      | Gewinner                        | Nominiert                                                            |
| ------------------------------ | ------------------------------- | -------------------------------------------------------------------- |
| Game of the Year               | Grand Theft Auto III            | Halo: Kampf um die Zukunft, Medal of Honor: Allied Assault           |
| Online Game of the Year        | Counter-Strike                  | Medal of Honor: Allied Assault, Warcraft III: Reign of Chaos         |
| PC Game of the Year            | Medal of Honor: Allied Assault  | Grand Theft Auto III, Warcraft III: Reign of Chaos                   |
| Best Use of a Film Licence     | Das Ding aus einer anderen Welt | Spider-Man, Der Anschlag                                             |
| Sports Game of the Year        | Pro Evolution Soccer            | Championship Manager, FIFA 2002                                      |
| Game Innovation of the Year    | Grand Theft Auto III            | Max Payne, D-Day-Landung in Medal of Honor: Allied Assault           |
| Hardware of the Year           | Microsoft Xbox                  | AMD Athlon XP, Nintendo GameCube                                     |
| British Developer of the Year  | Rockstar North                  | Electronic Arts                                                      |
| Rare Publisher of the Year     | Electronic Arts                 | Activision/LucasArts, Microsoft Game Studios                         |
| Retailer of the Year           | Gameplay.com                    | GAME, Amazon.co.uk                                                   |
| Most Wanted Game for Christmas | Grand Theft Auto: Vice City     | Tom Clancy’s Splinter Cell, Super Mario Sunshine                     |
| Xbox Game of the Year          | Halo: Kampf um die Zukunft      | Dead or Alive 3, Max Payne                                           |
| GameCube Game of the Year      | Resident Evil                   | Star Wars: Rogue Squadron II – Rogue Leader, Super Smash Bros. Melee |
| Handheld Game of the Year      | Golden Sun                      | Mario Kart: Super Circuit, Super Mario World: Super Mario Advance 2  |
| PS2 Game of the Year           | Grand Theft Auto III            | Final Fantasy X, Metal Gear Solid 2: Sons of Liberty                 |

### 2003
| Kategorie                                     | Gewinner                               | Nominiert                                                                   |
| --------------------------------------------- | -------------------------------------- | --------------------------------------------------------------------------- |
| PS2 Game of the Year                          | Grand Theft Auto: Vice City            | EyeToy: Play, Pro Evolution Soccer 2                                        |
| GameCube Game of the Year                     | The Legend of Zelda: The Wind Waker    | Metroid Prime, Resident Evil Zero                                           |
| Handheld Game of the Year                     | Advance Wars 2: Black Hole Rising      | Pokémon Rubin- und Saphir-Edition, The Legend of Zelda: A Link to the Past  |
| Xbox Game of the Year                         | Star Wars: Knights of the Old Republic | SoulCalibur II, Tom Clancy’s Splinter Cell                                  |
| PC Game of the Year                           | Championship Manager 4                 | Grand Theft Auto: Vice City, Battlefield 1942                               |
| Online Game of the Year                       | Battlefield 1942                       | Phantasy Star Online I & II, Unreal Championship                            |
| Film Adaptation of the Year                   | Der Herr der Ringe: Die zwei Türme     | Enter the Matrix, Harry Potter und der Stein der Weisen                     |
| The Daily Mirror Award: Best of British       | Championship Manager 4                 | Conflict: Desert Storm 2, Republic: The Revolution                          |
| Publisher of the Year                         | Nintendo                               | Electronic Arts, Rockstar Games                                             |
| Retailer of the Year                          | GAME                                   | Amazon.co.uk, Gameplay.com                                                  |
| Hardware of the Year                          | Game Boy Advance SP                    | EyeToy, Xbox Live!                                                          |
| Unsung Hero Game of the Year                  | Viewtiful Joe                          | No One Lives Forever 2, Steel Battalion                                     |
| Hall of Fame Industry Personality of the Year | Shigeru Miyamoto                       |                                                                             |
| Editor's Award: Game of the Year              | Pro Evolution Soccer 3                 | Call of Duty, The Legend of Zelda: The Wind Waker                           |
| Most Wanted Game for Christmas                | Mario Kart: Double Dash!!              | Pro Evolution Soccer 3, WWE SmackDown! Here Comes the Pain                  |
| Most Anticipated Game for 2004                | Half-Life 2                            | Doom 3, Halo 2                                                              |
| Ultimate Game of the Year                     | Grand Theft Auto: Vice City            | The Legend of Zelda: The Wind Waker, Star Wars: Knights of the Old Republic |

### 2004
| Kategorie                                       | Gewinner                                           | Nominiert                                                           |
| ----------------------------------------------- | -------------------------------------------------- | ------------------------------------------------------------------- |
| PS2 Game of the Year                            | Burnout 3: Takedown                                | Pro Evolution Soccer 3, Spider-Man 2                                |
| GameCube Game of the Year                       | Mario Kart: Double Dash!!                          | Metal Gear Solid: The Twin Snakes, Final Fantasy Crystal Chronicles |
| Handheld Game of the Year                       | Sonic Advance 3                                    | Metroid Zero Mission, Mario & Luigi: Superstar Saga                 |
| Xbox Game of the Year                           | Fable                                              | Splinter Cell: Pandora Tomorrow, Grand Theft Auto: Double Pack      |
| PC Game of the Year                             | Doom 3                                             | X2: Die Bedrohung, Far Cry                                          |
| Online Game of the Year                         | Battlefield Vietnam                                | Burnout 3: Takedown, Counter-Strike: Condition Zero                 |
| Publisher of the Year                           | Electronic Arts                                    | THQ, Ubisoft                                                        |
| Retailer of the Year                            | Amazon.co.uk                                       | GAME, Play.com                                                      |
| Hardware of the Year                            | Game Boy Advance SP                                | Creative Labs Gigaworks S750, Game Boy Advance Wireless Adapter     |
| Unsung Hero Game of the Year (Editors’ Award)   | The Chronicles of Riddick: Escape from Butcher Bay | The Suffering, Mashed                                               |
| Game of the Year (Editors’ Award)               | Pro Evolution Soccer 4                             | The Legend of Zelda: Four Swords, Joint Operations: Typhoon Rising  |
| Hall of Fame - Industry Personality of the Year | Warren Spector                                     |                                                                     |
| Most Wanted Game for Xmas                       | Grand Theft Auto: San Andreas                      | Half-Life 2, Halo 2                                                 |
| Most Wanted Game For 2005                       | The Legend of Zelda: Twilight Princess             | Metal Gear Solid 3: Snake Eater, Resident Evil 4                    |
| Ultimate Game of the Year                       | Doom 3                                             | Fable, Pro Evolution Soccer 4                                       |
| Ultimate Gaming Hero                            | Sonic the Hedgehog                                 | Master Chief (Halo 2), Lara Croft (Tomb Raider)                     |

### 2005
| Kategorie                      | Gewinner                                         |
| ------------------------------ | ------------------------------------------------ |
| PlayStation 2 Game of the Year | Grand Theft Auto: San Andreas                    |
| GameCube Game of the Year      | Resident Evil 4                                  |
| Xbox Game of the Year          | Halo 2                                           |
| PC Game of the Year            | Half-Life 2                                      |
| Handheld Game of the Year      | Super Mario 64 DS                                |
| Best Film-Based Game of 2005   | Resident Evil 4                                  |
| Best Game Soundtrack of 2005   | Grand Theft Auto: San Andreas                    |
| Online Game of the Year        | World of Warcraft                                |
| Publisher of the Year          | Nintendo                                         |
| Retailer of the Year           | Play.com                                         |
| Gaming Innovation of the Year  | PlayStation Portable                             |
| One to Watch for Xmas          | The Legend of Zelda: Twilight Princess           |
| One to Watch for 2006          | Resident Evil 5                                  |
| Hero of 2005                   | CJ (Grand Theft Auto: San Andreas)               |
| Villain of 2005                | Officer Tenpenny (Grand Theft Auto: San Andreas) |
| The Girl's Choice for 2005     | Die Sims 2                                       |
| Editor's Game of the Year      | Resident Evil 4                                  |
| Unsung Hero of the Year        | Fahrenheit                                       |
| Ultimate Game of the Year      | Grand Theft Auto: San Andreas                    |
| Soundtrack of the Year         | Sonic Rush                                       |

### 2006
| Kategorie                        | Gewinner                                      |
| -------------------------------- | --------------------------------------------- |
| Ultimate Game of the Year        | The Elder Scrolls IV: Oblivion                |
| PC Game of the Year              | The Elder Scrolls IV: Oblivion                |
| PlayStation Game of the Year     | Resident Evil 4                               |
| Xbox Game of the Year            | The Elder Scrolls IV: Oblivion                |
| Nintendo Game of the Year        | New Super Mario Bros.                         |
| Online Handheld Game of the Year | Grand Theft Auto: Liberty City Stories        |
| Online Game of the Year          | Age of Empires III                            |
| The All-Nighter Award            | Pro Evolution Soccer 5                        |
| The One to Watch 2007            | PlayStation 3                                 |
| The Editor's Choice Award        | Tom Clancy's Ghost Recon: Advanced Warfighter |
| Publisher of the Year            | Electronic Arts                               |
| Retailer of the Year             | GAME                                          |
| Soundtrack of the Year           | Need for Speed: Carbon                        |
| Innovation Award                 | Xbox Live Marketplace                         |
| Family Game of the Year          | Nintendogs                                    |
| Favourite Character Award        | Lara Croft (Tomb Raider)                      |
| Girls' Choice Award              | Nintendogs                                    |

### 2007
| Kategorie                           | Gewinner                               |
| ----------------------------------- | -------------------------------------- |
| Ultimate Game of the Year           | Gears of War                           |
| Xbox Game of the Year               | Gears of War                           |
| PC Game of the Year                 | Der Herr der Ringe Online              |
| PlayStation Game of the Year 2007   | God of War II                          |
| Nintendo Game of the Year           | The Legend of Zelda: Twilight Princess |
| The Editor's Choice Award           | Gears of War                           |
| Publisher of the Year               | Nintendo                               |
| Retailer of the Year                | GAME                                   |
| The One to Watch                    | Assassin’s Creed                       |
| UK Developer of the Year            | Codemasters                            |
| Online Game of the Year             | World of Warcraft: The Burning Crusade |
| All-Nighter                         | Gears of War                           |
| Soundtrack of the Year              | Guitar Hero II                         |
| Innovation of the Year              | Nintendo Wii                           |
| Mobile Game of the Year             | Final Fantasy                          |
| Handheld Game of the Year           | Grand Theft Auto: Vice City Stories    |
| Family Game of the Year 2007        | Wii Sports                             |
| Girls' Choice Game of the Year 2007 | Guitar Hero II                         |

### 2008
| Kategorie                                                           | Gewinner                                 |
| ------------------------------------------------------------------- | ---------------------------------------- |
| Nuts All-Nighter Award                                              | Call of Duty 4: Modern Warfare           |
| Handheld Game of the Year                                           | The Legend of Zelda: Phantom Hourglass   |
| Mobile Game of the Year                                             | Bejeweled 2                              |
| Mobile Game Pitch 2008                                              | Finders Keeper (Tobias Rowe)             |
| Nintendo Game of the Year                                           | Super Smash Bros. Brawl                  |
| PC Game of the Year Sponsored by United Kingdom eSports Association | Call of Duty 4: Modern Warfare           |
| Retailer of the Year                                                | Play.com                                 |
| Official PlayStation Magazine HD PlayStation Game of the Year       | Metal Gear Solid 4: Guns of the Patriots |
| Soundtrack of the Year                                              | Grand Theft Auto IV                      |
| Xbox Game of the Year                                               | Grand Theft Auto IV                      |
| Most Wanted Award                                                   | Fallout 3                                |
| Online Game of the Year                                             | Call of Duty 4: Modern Warfare           |
| UK Developer of the Year                                            | Rockstar North                           |
| Grand Master Flash Award                                            | Stickman Madness                         |
| One to Watch                                                        | Call of Duty: World at War               |
| UK Publisher of the Year                                            | Activision Blizzard                      |
| Ultimate Game of the Year                                           | Call of Duty 4: Modern Warfare           |

### 2009
| Kategorie                    | Gewinner                         |
| ---------------------------- | -------------------------------- |
| Family Game of the Year      | LittleBigPlanet                  |
| Handheld Game of the Year    | Grand Theft Auto: Chinatown Wars |
| Retailer of the Year         | GAME                             |
| Mobile Game of the Year      | Metal Gear Solid Touch           |
| Nintendo Game of the Year    | Call of Duty: World at War       |
| Multiplayer Game of the Year | Call of Duty: World at War       |
| Soundtrack of the Year       | Guitar Hero World Tour           |
| Xbox Game of the Year        | Gears of War 2                   |
| PC Game of the Year          | Fallout 3                        |
| UK Developer of the Year     | Jagex                            |
| PlayStation Game of the Year | Killzone 2                       |
| Publisher of the Year        | Activision Blizzard              |
| Online Game of the Year      | Left 4 Dead                      |
| ShortList One to Watch       | Call of Duty: Modern Warfare 2   |
| Ultimate Game of the Year    | Fallout 3                        |

### 2010
| Kategorie                                                                 | Gewinner                         |
| ------------------------------------------------------------------------- | -------------------------------- |
| Action/Adventure Game of the Year, in association with Nuts               | Assassin’s Creed II              |
| Download Game of the Year, in association with Green Man Gaming           | Pflanzen gegen Zombies           |
| Fighting Game of the Year, in association with Official Nintendo Magazine | Street Fighter IV                |
| Music Game of the Year, in association with Total Film                    | Guitar Hero 5                    |
| The One to Watch                                                          | Call of Duty: Black Ops          |
| Online Game of the Year                                                   | League of Legends                |
| Portable Game of the Year                                                 | Pokémon HeartGold und SoulSilver |
| Puzzle Game of the Year                                                   | World of Goo                     |
| Racing Game of the Year                                                   | Forza Motorsport 3               |
| RPG of the Year                                                           | Mass Effect 2                    |
| Shooter of the Year, in association with ITN Game On                      | Call of Duty: Modern Warfare 2   |
| Soundtrack of the Year, in association with Metal Hammer                  | Final Fantasy XIII               |
| Sports Game of the Year                                                   | FIFA 10                          |
| Strategy Game of the Year                                                 | Pflanzen gegen Zombies           |
| UK Developer of the Year                                                  | Jagex                            |
| Ultimate Game of the Year                                                 | Mass Effect 2                    |

### 2011
| Kategorie                         | Gewinner                       |
| --------------------------------- | ------------------------------ |
| Shooter of the Year               | Call of Duty: Black Ops        |
| Action/Adventure Game of the Year | Assassin’s Creed: Brotherhood  |
| Download Game of the Year         | Minecraft                      |
| Fighting Game of the Year         | Mortal Kombat                  |
| Free to Play Game of the Year     | League of Legends              |
| Music Game of the Year            | Guitar Hero: Warriors of Rock  |
| The One to Watch                  | The Elder Scrolls V: Skyrim    |
| Online Game of the Year           | World of Warcraft              |
| Mobile Game of the Year           | Angry Birds Rio                |
| Racing Game of the Year           | Gran Turismo 5                 |
| RPG of the Year                   | Fallout: New Vegas             |
| Sports Game of the Year           | FIFA 11                        |
| Best MMO                          | World of Warcraft              |
| Strategy Game of the Year         | StarCraft II: Wings of Liberty |
| Innovation of the Year            | Nintendo 3DS                   |
| Outstanding Contribution          | Sonic the Hedgehog             |
| Ultimate Game of the Year         | Portal 2                       |

### 2012
| Kategorie                         | Gewinner                               |
| --------------------------------- | -------------------------------------- |
| Shooter of the Year               | Battlefield 3                          |
| Action/Adventure Game of the Year | Batman: Arkham City                    |
| Download Game of the Year         | Minecraft                              |
| Fighting Game of the Year         | Mortal Kombat Komplete Edition         |
| Free to Play Game of the Year     | Slender – The Eight Pages              |
| Handheld Game of the Year         | Uncharted: Golden Abyss                |
| Top Gaming Moment                 | Skyrim: Throat of the World            |
| DLC of the Year                   | Portal 2: Perpetual Testing Initiative |
| One to Watch                      | Grand Theft Auto V                     |
| MMO Game of the Year              | World of Tanks                         |
| Mobile Game of the Year           | Angry Birds Space                      |
| Racing Game of the Year           | Forza Motorsport 4                     |
| RPG of the Year                   | The Elder Scrolls V: Skyrim            |
| Sports Game of the Year           | FIFA 12                                |
| Strategy Game of the Year         | Civilization V: Gods & Kings           |
| Ultimate Game of the Year         | The Elder Scrolls V: Skyrim            |
| YouTube Gamer                     | Yogscast                               |
| Outstanding Contribution          | FIFA                                   |

### 2013
| Kategorie                           | Gewinner                              |
| ----------------------------------- | ------------------------------------- |
| Best Newcomer                       | The Last of Us                        |
| Most Wanted                         | The Witcher 3: Wild Hunt              |
| Best Indie Game                     | Mark of the Ninja                     |
| Best Visual Design                  | BioShock Infinite                     |
| Best Multiplayer                    | Payday 2                              |
| Best Gaming Moment                  | Far Cry 3: The Definition of Insanity |
| Studio of the Year                  | Naughty Dog                           |
| Innovation of the Year              | Oculus Rift                           |
| Best Storytelling                   | The Last of Us                        |
| Best Online Game                    | World of Tanks                        |
| Best Handheld Game                  | Assassin’s Creed III: Liberation      |
| YouTube Gamer Award                 | Yogscast                              |
| Best Gaming Platform                | Steam                                 |
| Best Mobile/Tablet Game of the Year | XCOM: Enemy Unknown                   |
| Game of the Year                    | Grand Theft Auto V                    |
| Hall of Fame                        | Call of Duty                          |
| Lifetime Achievement                | Ken Levine                            |

### 2014
| Kategorie                 | Gewinner                              |
| ------------------------- | ------------------------------------- |
| Best Original Game        | DayZ                                  |
| Best Online Game          | Hearthstone: Heroes of Warcraft       |
| Best Storytelling         | The Last of Us: Left Behind           |
| Best Visual Design        | Assassin's Creed IV: Black Flag       |
| Best Audio                | Assassin's Creed IV: Black Flag       |
| Playfire Most Played Game | Rust                                  |
| Best Multiplayer          | Battlefield 4                         |
| Best Indie Game           | DayZ                                  |
| Innovation of the Year    | Oculus Rift                           |
| Best Gaming Moment        | The Last of Us: Left Behind: Der Kuss |
| Handheld Game of the Year | Pokémon X und Y                       |
| Best Mobile Game          | Hearthstone: Heroes of Warcraft       |
| Most Wanted               | The Witcher 3: Wild Hunt              |
| Gaming Personality        | PewDiePie                             |
| Studio of the Year        | Ubisoft Montreal                      |
| Best Gaming Platform      | Steam                                 |
| Lifetime Achievement      | Hideo Kojima                          |
| Game of the Year          | Dark Souls II                         |

### 2015
| Kategorie                    | Gewinner                                           |
| ---------------------------- | -------------------------------------------------- |
| Best Original Game           | Bloodborne                                         |
| Best Storytelling            | The Witcher 3: Wild Hunt                           |
| Best Visual Design           | The Witcher 3: Wild Hunt                           |
| Best Audio                   | Ori and the Blind Forest                           |
| Best Multiplayer Game        | Grand Theft Auto Online                            |
| Best Indie Game              | Kerbal Space Program                               |
| Family Game                  | Splatoon                                           |
| Playfire Most Played Award   | Grand Theft Auto V                                 |
| Best Gaming Moment           | The Witcher 3: Wild Hunt: Die Blutiger-Baron-Quest |
| Gaming Personality           | PewDiePie                                          |
| eSports Icon                 | Anders Blume (Counter-Strike: Global Offensive)    |
| Studio of the Year           | CD Projekt Red                                     |
| Innovation of the Year       | First-Person-Modus in Grand Theft Auto V           |
| Gaming Platform of the Year  | Steam                                              |
| Performance of the Year      | Ashly Burch als Chloe Price (Life Is Strange)      |
| PlayStation Game of the Year | Bloodborne                                         |
| Xbox Game of the Year        | Ori and the Blind Forest                           |
| Nintendo Game of the Year    | Splatoon                                           |
| PC Game of the Year          | Grand Theft Auto V                                 |
| Most Wanted Game             | Fallout 4                                          |
| Ultimate Game of the Year    | The Witcher 3: Wild Hunt                           |
| Critics’ Choice              | Metal Gear Solid V: The Phantom Pain               |
| Best Handheld / Mobile Game  | Fallout Shelter                                    |
| Lifetime Achievement         | Satoru Iwata (postum)                              |

### 2016
| Kategorie                                  | Gewinner                                                                    |
| ------------------------------------------ | --------------------------------------------------------------------------- |
| Best Original Game                         | Overwatch                                                                   |
| Best Storytelling                          | The Witcher 3: Wild Hunt – Blood and Wine                                   |
| Best Visual Design                         | The Witcher 3: Wild Hunt – Blood and Wine                                   |
| Best Audio                                 | Fallout 4                                                                   |
| Best Indie Game                            | Firewatch                                                                   |
| Gaming Personality of the Year             | Sean Plott                                                                  |
| Best Multiplayer Game                      | Overwatch                                                                   |
| Competitive Play of the Year               | Coldzeras Sprung-AWP-Vierfach-Kill beim MLG Columbus                        |
| Best Gaming Moment                         | Overwatch: Play of the Game                                                 |
| YouTube - Upcoming Personality of the Year | Jesse Cox                                                                   |
| Studio of the Year                         | CD Projekt Red                                                              |
| Innovation of the Year                     | Pokémon Go                                                                  |
| Lifetime Achievement                       | Eiji Aonuma                                                                 |
| Best Gaming Platform                       | Steam                                                                       |
| Best Gaming Performance                    | Doug Cockle als Geralt of Rivia (The Witcher 3: Wild Hunt – Blood and Wine) |
| Competitive Game of the Year               | Overwatch                                                                   |
| Nintendo Game of the Year                  | The Legend of Zelda: Twilight Princess HD                                   |
| PlayStation Game of the Year               | Uncharted 4: A Thief’s End                                                  |
| Xbox Game of the Year                      | Rise of the Tomb Raider                                                     |
| PC Game of the Year                        | Overwatch                                                                   |
| Handheld/Mobile Game of the Year           | Pokémon Go                                                                  |
| Breakthrough                               | Eric Barone (Stardew Valley)                                                |
| Hall of Fame                               | Lara Croft                                                                  |
| Critics’ Choice                            | Titanfall 2                                                                 |
| Most Wanted Game                           | Mass Effect: Andromeda                                                      |
| Ultimate Game of the Year                  | Dark Souls III                                                              |

### 2017
| Kategorie                                         | Gewinner                                 |
| ------------------------------------------------- | ---------------------------------------- |
| Best Storytelling                                 | Horizon Zero Dawn                        |
| Best Visual Design                                | Cuphead                                  |
| Best Audio                                        | The Legend of Zelda: Breath of the Wild  |
| Best Gaming Performance                           | Ashly Burch als Aloy (Horizon Zero Dawn) |
| Best Indie Game                                   | Friday the 13th: The Game                |
| Best Multiplayer Game                             | PlayerUnknown’s Battlegrounds            |
| Studio of the Year                                | Nintendo EPD                             |
| Best VR Game                                      | Resident Evil 7: Biohazard               |
| eSports Play of the Year                          | Agilities                                |
| eSports Team of the Year                          | Lunatic-Hai                              |
| eSports Game of the Year                          | Overwatch                                |
| Best Streamer/Broadcaster                         | Markiplier                               |
| Handheld/Mobile Game of the Year                  | Pokémon Sonne und Mond                   |
| Nintendo Game of the Year                         | The Legend of Zelda: Breath of the Wild  |
| PlayStation Game of the Year                      | Horizon Zero Dawn                        |
| Xbox Game of the Year                             | Cuphead                                  |
| PC Game of the Year                               | PlayerUnknown’s Battlegrounds            |
| Critics’ Choice Award                             | The Legend of Zelda: Breath of the Wild  |
| Breakthrough Award                                | Ashly Burch                              |
| Hall of Fame                                      | Final Fantasy                            |
| Most Wanted Award                                 | The Last of Us Part II                   |
| Still Playing Award                               | World of Tanks                           |
| Outstanding Contribution to the UK Games Industry | Debbie Bestwick                          |
| Lifetime Achievement                              | Sid Meier                                |
| Ultimate Game of the Year                         | The Legend of Zelda: Breath of the Wild  |

### 2018
| Kategorie                    | Gewinner                                         |
| ---------------------------- | ------------------------------------------------ |
| Best Storytelling            | God of War                                       |
| Best Competitive Game        | Fortnite Battle Royale                           |
| Best Cooperative Game        | Monster Hunter: World                            |
| Best Design                  | God of War                                       |
| Best Indie Game              | Dead Cells                                       |
| Best Audio                   | God of War                                       |
| Still Playing Award          | World of Tanks                                   |
| Best Performer               | Bryan Dechart als Connor (Detroit: Become Human) |
| eSports Game of the Year     | Overwatch                                        |
| Best VR Game                 | The Elder Scrolls V: Skyrim VR                   |
| Studio of the Year           | Santa Monica Studio                              |
| Best Streamer/Broadcaster    | Bryan Dechart und Amelia Rose Blaire             |
| Mobile Game of the Year      | PUBG Mobile                                      |
| PC Game of the Year          | Subnautica                                       |
| PlayStation Game of the Year | God of War                                       |
| Xbox Game of the Year        | Forza Horizon 4                                  |
| Nintendo Game of the Year    | Octopath Traveler                                |
| Breakthrough Award           | Unknown Worlds Entertainment                     |
| Most Wanted Award            | Cyberpunk 2077                                   |
| Critics’ Choice Award        | Red Dead Redemption 2                            |
| Lifetime Achievement         | Hidetaka Miyazaki                                |
| Outstanding Contribution     | Xbox Adaptive Controller                         |
| Ultimate Game of the Year    | Fortnite Battle Royale                           |

### 2019
| Kategorie                    | Gewinner                                            |
| ---------------------------- | --------------------------------------------------- |
| Best Storytelling            | Days Gone                                           |
| Best Multiplayer Game        | Apex Legends                                        |
| Best Visual Design           | Devil May Cry 5                                     |
| Best Indie Game              | Outer Wilds                                         |
| Best Audio                   | Resident Evil 2                                     |
| Still Playing Award          | Minecraft                                           |
| Best Performer               | Logan Marshall-Green als David Smith (Telling Lies) |
| eSports Game of the Year     | Fortnite Battle Royale                              |
| Best VR/AR Game              | Beat Saber                                          |
| Studio of the Year           | Epic Games                                          |
| Best Streamer/Broadcaster    | Sweet Anita                                         |
| Mobile Game of the Year      | BTS World                                           |
| PC Game of the Year          | World of Warcraft Classic                           |
| PlayStation Game of the Year | Days Gone                                           |
| Xbox Game of the Year        | Gears 5                                             |
| Nintendo Game of the Year    | Super Smash Bros. Ultimate                          |
| Breakthrough Award           | House House                                         |
| Most Wanted Award            | Cyberpunk 2077                                      |
| Critics’ Choice Award        | Control                                             |
| Lifetime Achievement         | Yu Suzuki                                           |
| Outstanding Contribution     | Life Is Strange                                     |
| Ultimate Game of the Year    | Resident Evil 2                                     |

### 2020
| Kategorie                     | Gewinner                                        |
| ----------------------------- | ----------------------------------------------- |
| Best Storytelling             | The Last of Us Part II                          |
| Best Multiplayer Game         | Fall Guys                                       |
| Best Visual Design            | The Last of Us Part II                          |
| Best Game Expansion           | No Man’s Sky: Origins                           |
| Mobile Game of the Year       | Lego Builder's Journey                          |
| Best Audio                    | The Last of Us Part II                          |
| Best Indie Game               | Hades                                           |
| Still Playing Award           | Minecraft                                       |
| Studio of the Year            | Naughty Dog                                     |
| eSports Game of the Year      | Call of Duty: Modern Warfare                    |
| Best New Streamer/Broadcaster | iamBrandon                                      |
| Best Family Game              | Fall Guys                                       |
| Best Gaming Community         | Minecraft                                       |
| Best Performer                | Sandra Saad als Kamala Khan (Marvel’s Avengers) |
| Breakthrough Award            | Among Us                                        |
| Outstanding Contribution      | The Gaming Industry                             |
| PC Game of the Year           | Death Stranding                                 |
| Best Gaming Hardware          | Nvidia GeForce RTX 3080                         |
| PlayStation Game of the Year  | The Last of Us Part II                          |
| Xbox Game of the Year         | Ori and the Will of the Wisps                   |
| Nintendo Game of the Year     | Animal Crossing: New Horizons                   |
| Most Wanted Award             | Untitled God of War sequel                      |
| Critics’ Choice Award         | Hades                                           |
| Ultimate Game of the Year     | The Last of Us Part II                          |

### 2021
| Kategorie                     | Gewinner                                                     |
| ----------------------------- | ------------------------------------------------------------ |
| Best Storytelling             | Life Is Strange: True Colors                                 |
| Best Multiplayer Game         | It Takes Two                                                 |
| Best Visual Design            | Ratchet & Clank: Rift Apart                                  |
| Best Game Expansion           | Ghost of Tsushima: Iki Island                                |
| Mobile Game of the Year       | League of Legends: Wild Rift                                 |
| Best Audio                    | Resident Evil Village                                        |
| Best Indie Game               | Death's Door                                                 |
| Still Playing Award           | Final Fantasy XIV                                            |
| Best Gaming Community         | Final Fantasy XIV                                            |
| Studio of the Year            | Capcom                                                       |
| Best Performer                | Maggie Robertson als Lady Dimitrescu (Resident Evil Village) |
| Breakthrough Award            | Housemarque                                                  |
| PC Game of the Year           | Hitman 3                                                     |
| Best Gaming Hardware          | Sony PlayStation 5                                           |
| PlayStation Game of the Year  | Resident Evil Village                                        |
| Xbox Game of the Year         | Psychonauts 2                                                |
| Nintendo Game of the Year     | Metroid Dread                                                |
| Most Wanted Award             | Elden Ring                                                   |
| Critics’ Choice Award         | Deathloop                                                    |
| Ultimate Game of the Year     | Resident Evil Village                                        |
| Ultimate Hardware of All Time | PC                                                           |
| Ultimate Game of All Time     | Dark Souls                                                   |

### 2022
| Kategorie                    | Gewinner                                    |
| ---------------------------- | ------------------------------------------- |
| Best Storytelling            | Horizon Forbidden West                      |
| Best Multiplayer Game        | Elden Ring                                  |
| Best Visual Design           | Elden Ring                                  |
| Best Game Expansion          | Cuphead: The Delicious Last Course          |
| Best Audio                   | Metal: Hellsinger                           |
| Best Indie Game              | Cult of the Lamb                            |
| Best Early Access Launch     | Slime Rancher 2                             |
| Still Playing Award          | Genshin Impact                              |
| Best Gaming Community        | Final Fantasy XIV                           |
| Studio of the Year           | FromSoftware                                |
| Best Performer               | Manon Gage als Marissa Marcel (Immortality) |
| Breakthrough Award           | Vampire Survivors                           |
| PC Game of the Year          | Return to Monkey Island                     |
| Best Gaming Hardware         | Steam Deck                                  |
| PlayStation Game of the Year | Stray                                       |
| Xbox Game of the Year        | Grounded                                    |
| Nintendo Game of the Year    | Pokémon Legends: Arceus                     |
| Best Game Trailer            | Goat Simulator 3 Announcement Trailer       |
| Most Wanted Award            | The Legend of Zelda: Tears of the Kingdom   |
| Critics’ Choice Award        | Elden Ring                                  |
| Ultimate Game of the Year    | Elden Ring                                  |

### 2023
| Kategorie                    | Gewinner                                         |
| ---------------------------- | ------------------------------------------------ |
| Best Storytelling            | Baldur's Gate 3                                  |
| Best Multiplayer Game        | Mortal Kombat 1                                  |
| Best Visual Design           | Baldur's Gate 3                                  |
| Best Game Expansion          | Cyberpunk 2077: Phantom Liberty                  |
| Best Audio                   | Final Fantasy XVI                                |
| Best Indie Game              | Sea of Stars                                     |
| Best VR Game                 | Horizon Call of the Mountain                     |
| Best Streaming Game          | Valorant                                         |
| Still Playing Award          | No Man's Sky                                     |
| Best Gaming Community        | Baldur's Gate 3                                  |
| Studio of the Year           | Larian Studios                                   |
| Best Lead Performer          | Ben Starr als Clive Rosfield (Final Fantasy XVI) |
| Best Supporting Performer    | Neil Newbon als Astarion (Baldur's Gate 3)       |
| Breakthrough Award           | Cocoon                                           |
| PC Game of the Year          | Baldur's Gate 3                                  |
| Best Gaming Hardware         | PlayStation VR2                                  |
| PlayStation Game of the Year | Resident Evil 4                                  |
| Xbox Game of the Year        | Starfield                                        |
| Nintendo Game of the Year    | The Legend of Zelda: Tears of the Kingdom        |
| Best Game Trailer            | Cyberpunk 2077: Phantom Liberty                  |
| Most Wanted Award            | Final Fantasy VII Rebirth                        |
| Critics' Choice Award        | Alan Wake 2                                      |
| Ultimate Game of the Year    | Baldur's Gate 3                                  |

### 2024
| Kategorie                          | Gewinner                                                         |
| ---------------------------------- | ---------------------------------------------------------------- |
| Best Storytelling                  | Final Fantasy VII Rebirth                                        |
| Best Multiplayer Game              | Helldivers 2                                                     |
| Best Visual Design                 | Black Myth: Wukong                                               |
| Best Game Expansion                | Elden Ring: Shadow of the Erdtree                                |
| Best Audio Design                  | Astro Bot                                                        |
| Best Soundtrack                    | Final Fantasy VII Rebirth                                        |
| Best Indie Game - Self Published   | Another Crab’s Treasure                                          |
| Best Indie Game                    | Balatro                                                          |
| Best Early Access Game             | Lethal Company                                                   |
| Studio of the Year                 | Team Asobi                                                       |
| Best Lead Performer                | Cody Christian als Cloud Strife (Final Fantasy VII Rebirth)      |
| Best Supporting Performer          | Briana White als Aerith Gainsborough (Final Fantasy VII Rebirth) |
| Still Play Award – Mobile          | Honkai: Star Rail                                                |
| Still Playing Award – Console & PC | Minecraft                                                        |
| PC Game of the Year                | Satisfactory                                                     |
| Best Gaming Hardware               | Steam Deck OLED                                                  |
| Console Game of the Year           | Helldivers 2                                                     |
| Best Game Trailer                  | Helldivers 2 The Fight for Freedom Begins Launch Trailer         |
| Best Game Adaptation               | Fallout                                                          |
| Most Wanted Award                  | Grand Theft Auto VI                                              |
| Streamers’ Choice Award            | Chained Together                                                 |
| Breakthrough Award                 | Balatro                                                          |
| Critics’ Choice Award              | Helldivers 2                                                     |
| Ultimate Game of the Year          | Black Myth: Wukong                                               |